# Robéna
Robéna est une localité située dans le département de Oula de la province du Yatenga dans la région Nord au Burkina Faso.

## Géographie
Robéna se trouve à 10 km à l'est de Oula, le chef-lieu du département, à 7 km à l'ouest de Nongofaire et à environ 30 km au sud-est du centre de Ouahigouya. Le village est traversé par la route nationale 15.

## Santé et éducation
Le centre de soins le plus proche de Robéna est le centre de santé et de promotion sociale (CSPS) de Nongofaire tandis que le centre hospitalier régional (CHR) se trouve à Ouahigouya.